# Bactrospora
Bactrospora is een geslacht van schimmels in de orde Arthoniales. De familie is nog niet met zekerheid bepaald (incertae sedis). De typesoort is Bactrospora dryina.

## Soorten
Volgens Index Fungorum bevat het geslacht 43 soorten (peildatum september 2021):
| Soortnaam                      | Auteur(s)                                             | Publicatiejaar |
| ------------------------------ | ----------------------------------------------------- | -------------- |
| Bactrospora acicularis         | (C.W. Dodge) Egea & Torrente                          | 1993           |
| Bactrospora amphibola          | (A. Massal.) Th. Fr.                                  | 1861           |
| Bactrospora angularis          | Sobreira, Aptroot & M. Cáceres                        | 2015           |
| Bactrospora arthonioides       | Egea & Torrente                                       | 1993           |
| Bactrospora brevispora         | R.C. Harris                                           | 1990           |
| Bactrospora brodoi             | Egea & Torrente                                       | 1993           |
| Bactrospora carneopallida      | Egea & Torrente                                       | 1993           |
| Bactrospora carolinensis       | (Ellis & Everh.) R.C. Harris                          | 2011           |
| Bactrospora cascadensis        | Ponzetti & McCune                                     | 2006           |
| Bactrospora corticola          | (Fr.) Almq.                                           | 1869           |
| Bactrospora denticulata        | (Vain.) Egea & Torrente                               | 1993           |
| Bactrospora dryina             | (Ach.) A. Massal.                                     | 1852           |
| Bactrospora flavopruinosa      | F. Berger & Aptroot                                   | 2008           |
| Bactrospora granularis         | Kantvilas                                             | 2004           |
| Bactrospora homalotropa        | (Nyl.) Egea & Torrente                                | 1989           |
| Bactrospora incana             | Egea & Torrente                                       | 1993           |
| Bactrospora inspersa           | Aptroot                                               | 2007           |
| Bactrospora integrispora       | Seaver                                                | 1924           |
| Bactrospora intermedia         | Egea & Torrente                                       | 1993           |
| Bactrospora jaceae             | Velen.                                                | 1939           |
| Bactrospora jenikii            | (Vězda) Egea & Torrente                               | 1993           |
| Bactrospora lamprospora        | (Nyl.) Lendemer                                       | 2004           |
| Bactrospora lecanorina         | Herrera-Camp., Altamirano & Lücking                   | 2019           |
| Bactrospora leptoloma          | (Müll. Arg.) Egea & Torrente                          | 1993           |
| Bactrospora littoralis         | Jagad. Ram                                            | 2014           |
| Bactrospora macrospora         | R.C. Harris                                           | 1990           |
| Bactrospora medians            | Jagad. Ram                                            | 2014           |
| Bactrospora mesospora          | R.C. Harris                                           | 1990           |
| Bactrospora metabola           | (Nyl.) Egea & Torrente                                | 1995           |
| Bactrospora micareoides        | Kantvilas                                             | 2004           |
| Bactrospora myriadea           | (Fée) Egea & Torrente                                 | 1993           |
| Bactrospora namibiensis        | Egea, Sérus., Torrente & Wessels                      | 1997           |
| Bactrospora nematospora        | R.C. Harris                                           | 1990           |
| Bactrospora ochracea           | Ertz & van den Boom                                   | 2018           |
| Bactrospora paludicola         | Kantvilas                                             | 2004           |
| Bactrospora patellarioides     | (Nyl.) Almq.                                          | 1869           |
| Bactrospora perspiralis        | Sparrius, Saipunk. & Wolseley                         | 2006           |
| Bactrospora pleistophragmia    | (Nyl.) Räsänen                                        | 1944           |
| Bactrospora pleistophragmoides | (Nyl.) Egea & Torrente                                | 1993           |
| Bactrospora spiralis           | Egea & Torrente                                       | 1993           |
| Bactrospora subdryina          | Sparrius, Saipunk. & Wolseley                         | 2006           |
| Bactrospora thyrsodes          | (Stirt.) Llop & van den Boom                          | 2009           |
| Bactrospora totonacae          | Guzmán-Guillermo, Sorcia-Navarrete & Cárdenas-Mendoza | 2021           |